# ماثيو بوث

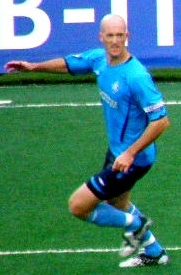
ماثيو بوث

ماثيو بوث (بالإنجليزية: Matthew Booth)‏، من مواليد 14 مارس 1977، لاعب كرة قدم جنوب أفريقي.
يلعب مع نادي ماميلودي صنداونز.
بدأ باللعب مع منتخب جنوب أفريقيا لكرة القدم في عام 1999.

## روابط خارجية
- ماثيو بوث على موقع IMDb (الإنجليزية)
- ماثيو بوث على موقع الاتحاد الدولي (مؤرشف)  (الإنجليزية)
- ماثيو بوث على موقع قاعدة بيانات كرة القدم.إي يو (الإنجليزية)
- ماثيو بوث على موقع ناشيونال فوتبول تيمز (الإنجليزية)
- ماثيو بوث على موقع أوليمبيديا (الإنجليزية)